# Paroster leai
Paroster leai är en skalbaggsart som beskrevs av Watts och Leys 2008. Paroster leai ingår i släktet Paroster och familjen dykare. Inga underarter finns listade i Catalogue of Life.